# El buque maldito
El buque maldito es una película española de terror de 1974 escrita y dirigida por Amando de Ossorio y protagonizada por Jack Taylor. La película fue rodada en Alicante y Madrid. Se trata de la tercera entrega de la tetralogía de los «Templarios Ciegos», integrada también por La noche del terror ciego (1972), El ataque de los muertos sin ojos (1973), y La noche de las gaviotas (1975).

## Argumento
Dos modelos de ropa que están en un barco en el mar para hacer una campaña publicitaria desaparecen tras descubrir un extraño galeón envuelto en niebla y sin tripulación. El creador de la campaña y su equipo van en busca de las chicas, encontrando ellos también el barco fantasma. Tras subir a bordo descubren a bordo la existencia de los féretros de varios Caballeros templarios, que vuelven a la vida y matan a la gente.

## Reparto
- Maria Perschy como Lillian.
- Jack Taylor como Howard Tucker.
- Bárbara Rey como Noemi.
- Carlos Lemos como Profesor Grüber.
- Manuel de Blas como Sergio.
- Blanca Estrada como Kathy.
- Margarita Merino como Lorena Kay.